# Communauté de communes de Thann-Cernay
La communauté de communes de Thann-Cernay est une communauté de communes française dont les communes membres font toutes partie de l'aire d'attraction de Mulhouse. Elle est bordée à l'Est par Mulhouse Alsace Agglomération.

## Histoire
Elle est créée le 1er janvier 2013 par la fusion de la communauté de communes du Pays de Thann et de la communauté de communes de Cernay et environs, et s'installe dans les locaux de cette dernière, à Cernay.
Le conseil communautaire, composé dans un premier temps des 81 délégués issus des deux intercommunalités, se réunit pour la première fois le 10 janvier 2013 et élit pour premier président Jean-Pierre Baeumler, maire de Thann,.
Le site du Massif vosgien, inscrit au titre de la loi du 2 mai 1930, regroupe 14 Schéma de cohérence territoriale (SCOT) qui ont tout ou partie de leur territoire sur le périmètre du massif des Vosges.

## Territoire communautaire

### Composition
La communauté de communes est composée des 16 communes suivantes :

| Nom                    | Code Insee | Gentilé          | Superficie (km2) | Population (dernière pop. légale) | Densité (hab./km2) |
| ---------------------- | ---------- | ---------------- | ---------------- | --------------------------------- | ------------------ |
| Cernay (siège)         | 68063      | Cernéens         | 18,04            | 11 737 (2022)                     | 651                |
| Aspach-le-Bas          | 68011      | Bas-Aspachois    | 8,01             | 1 273 (2022)                      | 159                |
| Aspach-Michelbach      | 68012      |                  | 12,03            | 1 754 (2022)                      | 146                |
| Bitschwiller-lès-Thann | 68040      | Bitschwillerois  | 12,64            | 1 995 (2022)                      | 158                |
| Bourbach-le-Bas        | 68045      | Bas-Bourbachois  | 6,04             | 555 (2022)                        | 92                 |
| Bourbach-le-Haut       | 68046      | Haut-Bourbachois | 6,86             | 413 (2022)                        | 60                 |
| Leimbach               | 68180      | Leimbachois      | 3,57             | 928 (2022)                        | 260                |
| Rammersmatt            | 68261      | Rammersmattois   | 5,47             | 224 (2022)                        | 41                 |
| Roderen                | 68279      | Roderenois       | 7,16             | 906 (2022)                        | 127                |
| Schweighouse-Thann     | 68302      | Schweighousois   | 10,78            | 745 (2022)                        | 69                 |
| Steinbach              | 68322      | Steinbachois     | 6,09             | 1 357 (2022)                      | 223                |
| Thann                  | 68334      | Thannois         | 12,51            | 7 769 (2022)                      | 621                |
| Uffholtz               | 68342      | Uffholtzois      | 11,91            | 1 631 (2022)                      | 137                |
| Vieux-Thann            | 68348      | Vieux-Thannois   | 5,11             | 2 874 (2022)                      | 562                |
| Wattwiller             | 68359      | Wattwillerois    | 13,61            | 1 648 (2022)                      | 121                |
| Willer-sur-Thur        | 68372      | Willérois        | 18               | 1 758 (2022)                      | 98                 |

### Démographie
| 1968   | 1975   | 1982   | 1990   | 1999   | 2010   | 2013   | 2015   | 2016   |
| ------ | ------ | ------ | ------ | ------ | ------ | ------ | ------ | ------ |
| 30 779 | 32 352 | 32 961 | 34 000 | 35 495 | 37 510 | 37 972 | 37 845 | 37 806 |

| 2017   | 2018   | 2019   | 2020   | 2021   | - | - | - | - |
| ------ | ------ | ------ | ------ | ------ | - | - | - | - |
| 37 616 | 37 251 | 37 388 | 37 472 | 37 610 | - | - | - | - |

## Administration

### Siège
Le siège de la communauté de communes est à Cernay, 3A rue de l'Industrie.

### Tendances politiques
| Commune                | Maire               | Étiquette | Étiquette |
| ---------------------- | ------------------- | --------- | --------- |
| Aspach-le-Bas          | Maurice Lemblé      |           | DVD       |
| Aspach-Michelbach      | François Horny      |           | MoDem     |
| Bitschwiller-lès-Thann | Pascal Ferrari      |           | LR        |
| Bourbach-le-Bas        | Pierre-Marie Kolb   |           | SE        |
| Bourbach-le-Haut       | Joël Mansuy         |           | SE        |
| Cernay                 | Michel Sordi        |           | LR        |
| Leimbach               | Philippe Ziegler    |           | SE        |
| Rammersmatt            | Benoît Haagen       |           | SE        |
| Roderen                | Christophe Kippelen |           | UDI       |
| Schweighouse-Thann     | Bruno Lehmann       |           | PS        |
| Steinbach              | Marc Roger          |           | DVD       |
| Thann                  | Gilbert Stoeckel    |           | DVC       |
| Uffholtz               | Rémi Duchêne        |           | SE        |
| Vieux-Thann            | Daniel Neff         |           | UDI       |
| Wattwiller             | Matthieu Ermel      |           | DVC       |
| Willer-sur-Thur        | Jean-Luc Martini    |           | UDI       |

### Conseil communautaire
Les 48 conseillers titulaires sont ainsi répartis selon le droit commun comme suit :
| Nombre de conseillers | Communes                                                                           |
| --------------------- | ---------------------------------------------------------------------------------- |
| 14                    | Cernay                                                                             |
| 9                     | Thann                                                                              |
| 4                     | Vieux-Thann                                                                        |
| 3                     | Bitschwiller-lès-Thann                                                             |
| 2                     | Aspach-le-Bas, Aspach-Michelbach, Steinbach, Uffholtz, Wattwiller, Willer-sur-Thur |
| 1 (+1 suppléant)      | Les autres communes                                                                |

### Élus
La communauté de communes est administrée par son conseil communautaire constitué en 2020 de 48 conseillers communautaires, qui sont des conseillers municipaux représentant chacune des communes membres.
À la suite des élections municipales de 2020 dans le Haut-Rhin, le conseil communautaire du 17 juillet 2020 a élu son président, François Horny, maire d'Aspach-Michelbach, ainsi que ses 11 vice-présidents. Depuis cette date, la liste des vice-présidents est la suivante :
|     | Attributions                               | Identité            | Qualité                           |
| --- | ------------------------------------------ | ------------------- | --------------------------------- |
| 1er | Infrastructures, assainissement et eau     | Michel Sordi        | Maire de Cernay                   |
| 2e  | Administration générale et patrimoine bâti | Gilbert Stoeckel    | Maire de Thann                    |
| 3e  | Économie                                   | Jérôme Hammali      | Adjoint au maire de Cernay        |
| 4e  | Finances                                   | Marc Roger          | Maire de Steinbach                |
| 5e  | Équipements sportifs et de loisirs         | Daniel Neff         | Maire de Vieux-Thann              |
| 6e  | Tourisme                                   | Joël Mansuy         | Maire de Bourbach-le-Haut         |
| 7e  | Environnement et déchets                   | Louis Bockel        | Conseiller municipal de Thann     |
| 8e  | Aménagement du territoire et logement      | Nabil Bennacer      | Conseiller municipal de Cernay    |
| 9e  | Petite enfance                             | Francine Gross      | Adjointe au maire d'Aspach-le-Bas |
| 10e | Communication et numérique                 | Christophe Kippelen | Maire de Roderen                  |
| 11e | Culture                                    | Pascal Ferrari      | Maire de Bitschwiller-lès-Thann   |

Ensemble, ils forment le bureau communautaire pour la période 2020-2026.

### Liste des présidents
| Période      | Période                       | Identité             | Étiquette | Qualité                                                                       |
| ------------ | ----------------------------- | -------------------- | --------- | ----------------------------------------------------------------------------- |
| janvier 2013 | avril 2014                    | Jean-Pierre Baeumler | PS        | Maire de Thann (1989 → 2014) Député du Haut-Rhin (1988 → 1993 et 1997 → 2002) |
| avril 2014   | juillet 2020                  | Romain Luttringer    | UDI       | Maire de Thann (2014 → 2020)                                                  |
| juillet 2020 | En cours (au 17 juillet 2020) | François Horny       | MoDem     | Maire d'Aspach-Michelbach (2016 → )                                           |

## Transports
La communauté de communes est devenue autorité organisatrice de la mobilité (AOM).

### Impact énergétique et climatique

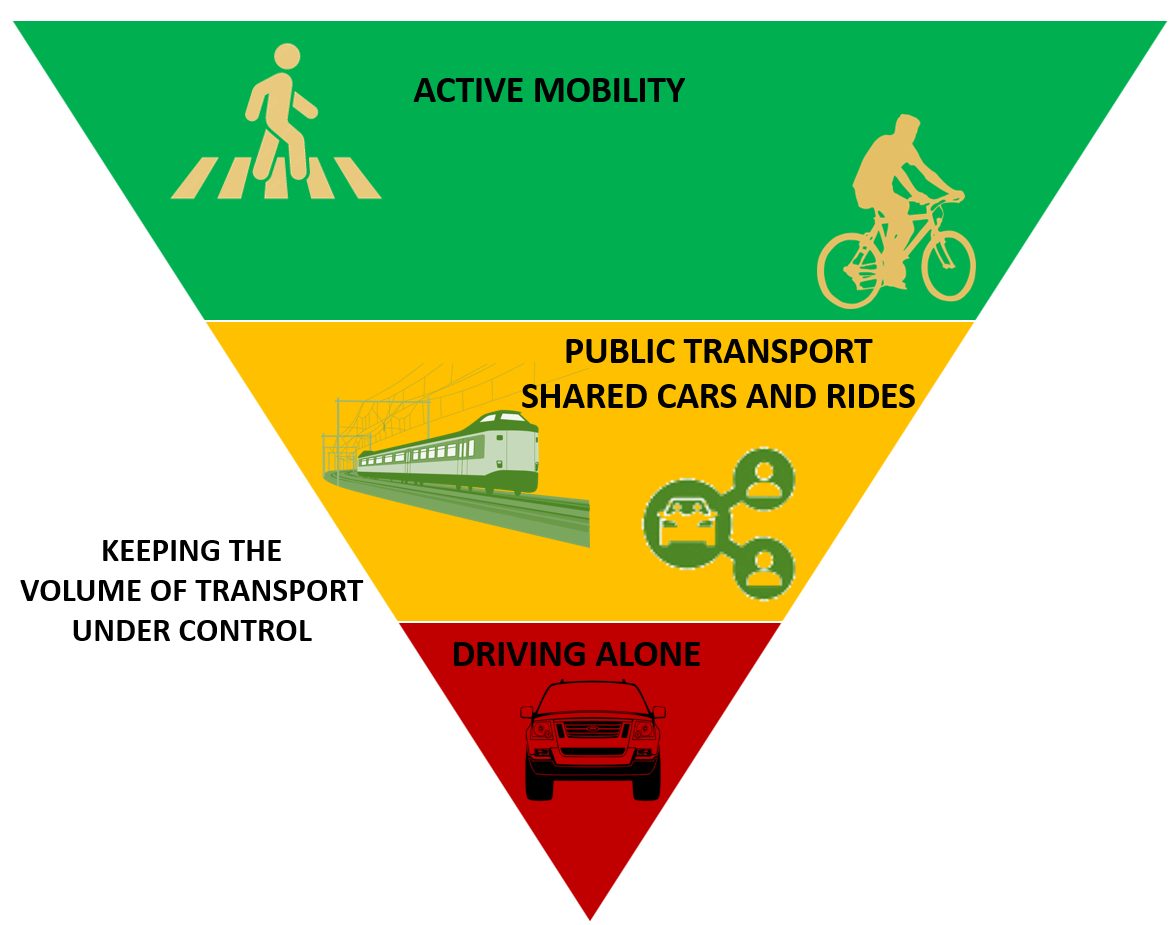
Pyramide de la mobilité, proposée par le projet européen Share North.

| -                              | Transports routiers | Autres transports |
| ------------------------------ | ------------------- | ----------------- |
| Carburant (GWh)                | 247                 | 3                 |
| Électricité (GWh)              | 0                   | 0                 |
| Gaz à effet de serre (ktéqCO2) | 62                  | 1                 |

## Énergie et climat
Dans le cadre du schéma régional d'aménagement, de développement durable et d'égalité des territoires (SRADDET) du Grand Est, ATMO Grand Est tient à jour les statistiques énergétiques  des établissements publics de coopération intercommunale de la collectivité européenne d'Alsace sous forme de diagramme de flux.
L'énergie finale annuelle, consommée en 2019, est exprimée en gigawatts-heures,.
| -                          | GWh |
| -------------------------- | --- |
| Électricité                | 380 |
| Carburants ou combustibles | 815 |
| Chaleur primaire           | 42  |

L'énergie produite en 2019 est également exprimée en gigawatts-heures.
| -                          | GWh |
| -------------------------- | --- |
| Électricité                | 9   |
| Carburants ou combustibles | 125 |
| Chaleur primaire           | 26  |

Les gaz à effet de serre sont exprimés en kilotonnes équivalent CO2.
| -                     | ktéqCO2 |
| --------------------- | ------- |
| Liées à l'énergie     | 179     |
| Non liées à l'énergie | 30      |